# Полет 853 на „Алегени Еърлайнс“
Полет 853 на „Алегени Еърлайнс“ е редовен вътрешен пътнически полет от летище „Босън Логан“, Бостън, Масачузетс, до международното летище „Сейнт Луис“, Сейнт Луис, Мисури, с междинни кацания в Балтимор, Синсинати и Индианаполис, Съединените американски щати, управляван от „Алегени Еърлайнс“. На 9 септември 1969 г. самолетът „Макдонал Дъглас DC-9-31“, който изпълнява полета, се сблъсква във въздуха с лек самолет „Пайпър PA-28“ близо до Феърланд, Индиана. Всички 83 души на борда на двете машини загиват при инцидента.
Според разследването вероятната причина за катастрофата е, че системата за контрол на въздушното движение има проблеми в зона, в която се използват два вида правила за летене: такива, които разчитат на прибори, и такива, които разчитат на визуална видимост. Проблемите включват трудното идентифициране на други самолети, радарите не могат да засекат всички въздухоплавателни средства и липсват разпоредби за безопасно разграничаване на тези два вида трафик.
Впоследствие отговорните власти в Съединените американски щати осъзнават ограниченията на принципа „виж и бъди видян“. С развитието на технологиите НСБТ и ФАА предприемат промени, които включват транспордери във всички търговски самолети, а това увеличава радарната видимост към по-малки самолети, които летят по-ниско и по-бавно. Летищата с редовни полети вече разполагат с околно контролирано въздушно пространство за разделяне на трафика и всички въздухоплавателни средства трябва да комуникират с тях, за да оперират в това контролирано въздушно пространство.